# David Sanchez (ingeniero)
David Sanchez (Hérault; 1980) es un ingeniero francés de Fórmula 1. Ha trabajado para los equipos Renault, Ferrari y McLaren. Desde 2024, se desempeña como Director Técnico Ejecutivo de Alpine.

## Carrera
Después de graduarse de la École nationale supérieure de mécanique et d'aérotechnique, Sanchez comenzó su carrera en el automovilismo trabajando como aerodinámico para el equipo Renault como aerodinámico junior en 2005. Se unió a McLaren en 2007, inicialmente como aerodinámico senior antes de progresar hasta convertirse en líder del equipo de aerodinámica y formar parte del equipo que desarrolló el innovador F-Duct visto en el McLaren MP4-25.
En busca de un nuevo desafío, Sanchez decidió unirse a Ferrari en octubre de 2012 como aerodinámico principal, reemplazando más tarde a Dirk de Beer como aerodinámico jefe en 2016 antes de dirigir todo el departamento en 2019. En 2021, Sanchez fue promovido nuevamente a ingeniero jefe, concepto de vehículo, liderando el diseño y desarrollo del Ferrari F1-75.
Sanchez dejó Ferrari en marzo de 2023, y entró en un período de licencia de jardinería, antes de regresar a McLaren como director técnico de concepto y rendimiento del automóvil, a partir de 2024, en reemplazo de James Key. Abandonó McLaren por consentimiento mutuo el 2 de abril de 2024, ya que el rol que había imaginado «no estaba alineado con la realidad del puesto». Un mes después, Alpine anunció su nombramiento como Director Técnico Ejecutivo.